# Osiedle Południowe (Świebodzin)

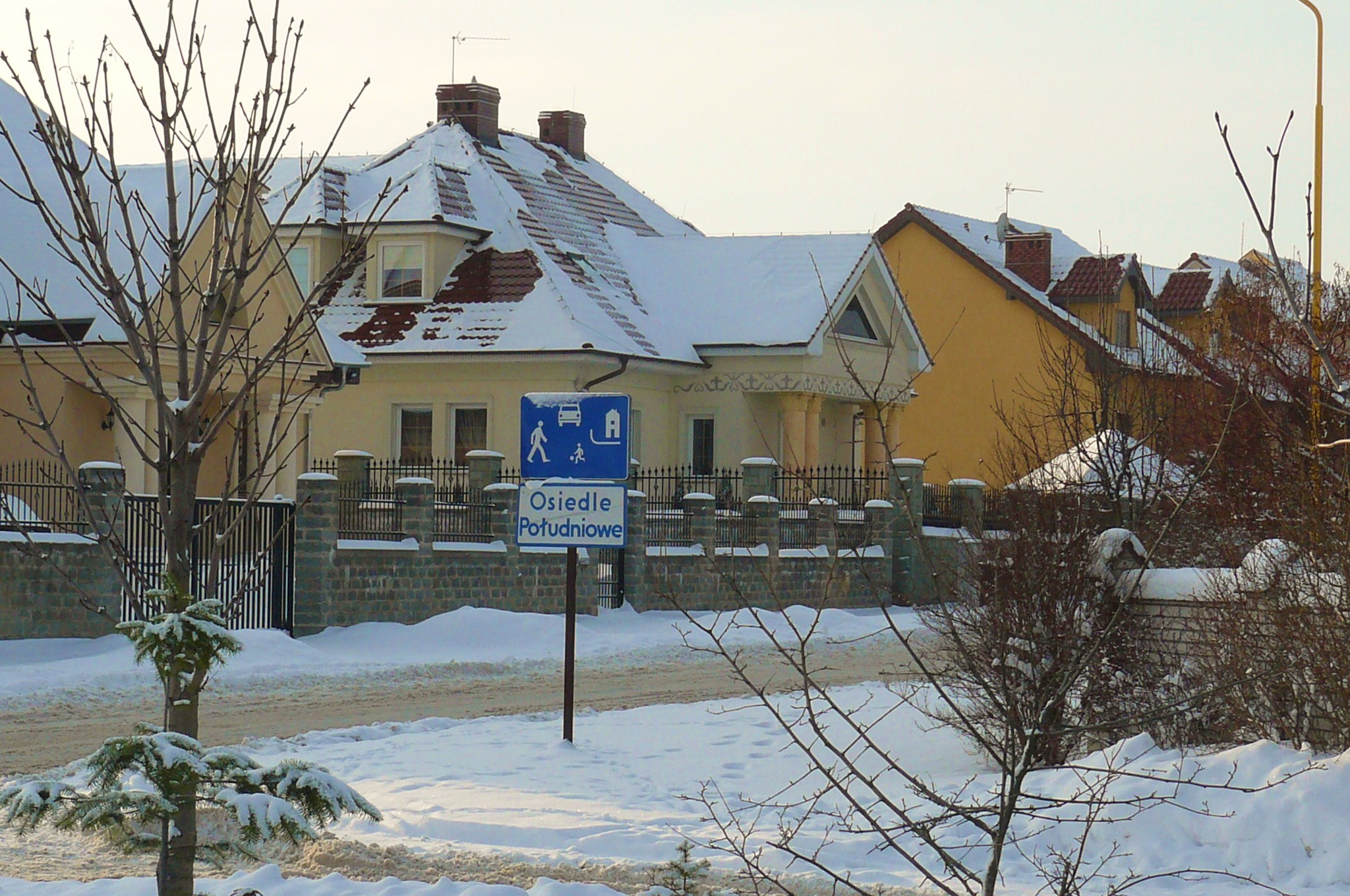
Wjazd na osiedle od strony ul. Sulechowskiej

Osiedle Południowe – osiedle mieszkaniowe domów jednorodzinnych, zlokalizowane w południowej części Świebodzina, wzdłuż ulicy Sulechowskiej, będącej dawniej fragmentem wylotowym drogi krajowej nr 3.
Na osiedlu znajduje się supermarket sieci Tesco oraz kryty Basen Miejski Ośrodka Sportu i Rekreacji. Po przeciwnej stronie ulicy Sulechowskiej, na wzgórzu, stoi Pomnik Chrystusa Króla.